# ROKS Pohang (FFG-825)
Pour les articles homonymes, voir ROKS Pohang.
La ROKS Pohang  (FFG-825) est une frégate de la marine de la république de Corée, sixième navire de la classe Daegu. Elle est nommée d’après la ville de Pohang.

## Conception
La classe Daegu est une variante améliorée des frégates de classe Incheon. Les modifications apportées à la classe Incheon comprennent un système de sonar à réseau remorqué TB-250K et un système de lancement vertical coréen (K-VLS) à 16 tubes, capable de déployer le K-SAAM, le missile anti-sous-marin Hong Sang Eo et les missiles de croisière tactiques d’attaque terrestre Haeryong.
La conception de la coque est globalement basée sur celle de la classe Incheon. Cependant, dans le cadre des modifications du système d'armes, la superstructure a été considérablement modifiée. Le hangar et le pont d'envol pour hélicoptère ont été agrandis pour permettre l’exploitation d’un hélicoptère de 10 tonnes,.
 

## Carrière
La ROKS Pohang a été construite par Daewoo Shipbuilding & Marine Engineering (DSME). Le constructeur naval sud-coréen a annoncé publiquement le 14 novembre 2018 qu’il avait remporté un contrat pour la construction des cinquième et sixième frégates du deuxième lot de la classe Daegu pour la marine de la république de Corée.
La ROKS Pohang a été lancée le 8 septembre 2021 au chantier naval DSME de Okpo sur l’île méridionale de Geoje. En raison de la pandémie de Covid-19, la cérémonie s’est déroulée à une échelle réduite, en présence d’environ 40 personnes, et dans le respect des directives de distanciation sociale. Les personnalités présentes incluaient le chef d’état-major interarmées, le général Won In-choul, et le chef des opérations navales de la marine, l’amiral Boo Suk-jong.
La ROKS Pohang a été livrée à la marine sud-coréenne le 28 février 2023. La cérémonie a eu lieu au chantier naval DSME de Okpo,.